# Indianapolis 500 in 1926
De 14e Indianapolis 500 werd gereden op maandag 31 mei 1926 op de Indianapolis Motor Speedway. Amerikaans coureur Frank Lockhart won de race. Voor de eerste keer in de geschiedenis van de Indy 500 werd de race vroegtijdig beëindigd door het regenweer. De race werd beëindigd op het einde van de 160e ronde, toen er 400 mijl waren gereden.

## Startgrid
| Rij | Binnen          | Midden            | Buiten          |
| --- | --------------- | ----------------- | --------------- |
| 1   | Earl Cooper     | Harry Hartz       | Leon Duray      |
| 2   | Dave Lewis      | Phil Shafer       | Jules Ellingboe |
| 3   | Bennett Hill    | Frank Elliott     | Bon McDougall   |
| 4   | William Shattuc | Cliff Durant      | Tony Gulotta    |
| 5   | Fred Comer      | Cliff Woodbury    | Ralph Hepburn   |
| 6   | Norman Batten   | W. Douglas Hawkes | Ben Jones       |
| 7   | Albert Guyot    | Frank Lockhart    | Thane Houser    |
| 8   | Steve Nemesh    | E. A. D. Eldridge | Lora Corum      |
| 9   | Jack McCarver   | Fred Lecklider    | Pete DePaolo    |
| 10  | John Duff       |                   |                 |

## Race
| #                                  | Coureur           | Auto               | Ronden | Opgave     |
| ---------------------------------- | ----------------- | ------------------ | ------ | ---------- |
| 1                                  | Frank Lockhart    | Miller             | 160    |            |
| 2                                  | Harry Hartz       | Miller             | 158    |            |
| 3                                  | Cliff Woodbury    | Miller             | 158    |            |
| 4                                  | Fred Comer        | Miller             | 155    |            |
| 5                                  | Pete DePaolo      | Duesenberg         | 153    |            |
| 6                                  | Frank Elliott     | Miller             | 152    |            |
| 7                                  | Norman Batten     | Miller             | 151    |            |
| 8                                  | Ralph Hepburn     | Miller             | 151    |            |
| 9                                  | John Duff         | Miller             | 147    |            |
| 10                                 | Phil Shafer       | Miller             | 146    |            |
| 11                                 | Tony Gulotta      | Miller             | 142    |            |
| 12                                 | Bennett Hill      | Miller             | 136    |            |
| 13                                 | Thane Houser      | Miller             | 102    |            |
| 14                                 | W. Douglas Hawkes | Eldridge-Anzani    | 91     | Mechanisch |
| 15                                 | Dave Lewis        | Miller             | 91     | Mechanisch |
| 16                                 | Earl Cooper       | Miller             | 73     | Mechanisch |
| 17                                 | Cliff Durant      | Fengler-Locomobile | 60     | Mechanisch |
| 18                                 | Ben Jones         | Duesenberg         | 54     | Ongeval    |
| 19                                 | E. A. D. Eldridge | Eldridge-Anzani    | 45     | Mechanisch |
| 20                                 | Lora Corum        | Schmidt-Argyle     | 44     | Mechanisch |
| 21                                 | Steve Nemesh      | Schmidt-Argyle     | 41     | Mechanisch |
| 22                                 | Jules Ellingboe   | Miller             | 39     | Mechanisch |
| 23                                 | Leon Duray        | Fengler-Locomobile | 33     | Mechanisch |
| 24                                 | Fred Lecklider    | Miller             | 24     | Mechanisch |
| 25                                 | Jack McCarver     | Ford               | 23     | Mechanisch |
| 26                                 | Bon McDougall     | Miller             | 19     | Mechanisch |
| 27                                 | William Shattuc   | Miller             | 15     | Mechanisch |
| 28                                 | Albert Guyot      | Schmidt-Argyle     | 8      | Mechanisch |
| Gemiddelde snelheid : 154,343 km/h |                   |                    |        |            |